# Criomorphus moestus
Criomorphus moestus är en insektsart som först beskrevs av Karl Henrik Boheman 1847.  Criomorphus moestus ingår i släktet Criomorphus och familjen sporrstritar. Enligt den finländska rödlistan är arten nära hotad i Finland. Arten är reproducerande i Sverige. Artens livsmiljö är tallkärr. Inga underarter finns listade i Catalogue of Life.